# Шойерн
Шойерн (нем. Scheuern) — община в Германии, в земле Рейнланд-Пфальц. 
Входит в состав района Айфель-Битбург-Прюм. Подчиняется управлению Нойербург.  Население составляет 43 человека (на 31 декабря 2010 года). Занимает площадь 6,51 км².